# Ciências atuariais

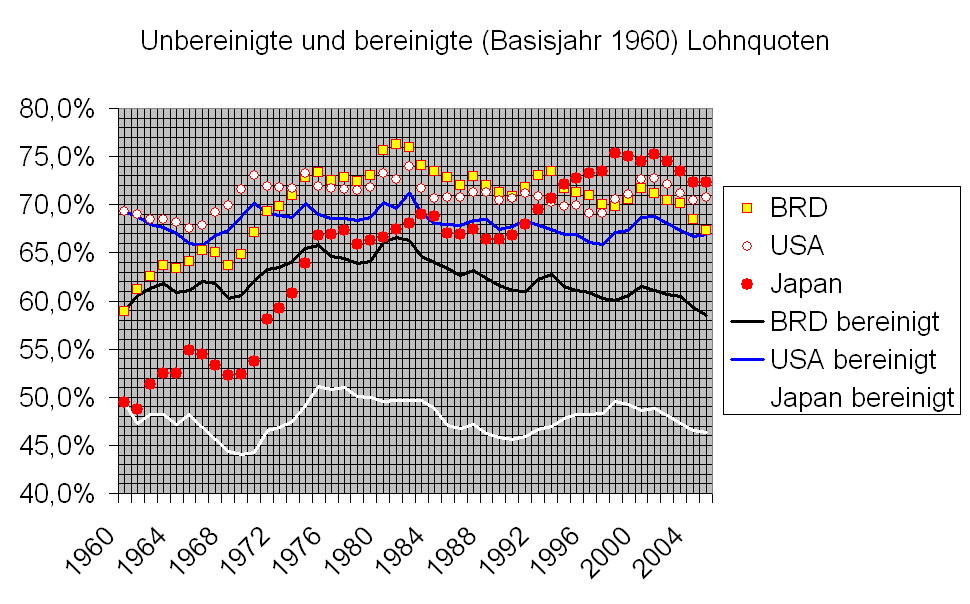
Profissionais que lidam com a atuária devem possuir capacidade de analisar e lidar com alto volume de dados.

A ciência atuarial, também conhecida como atuária, trata da análise de riscos e expectativas, principalmente na administração de seguros e fundos de pensão, através de técnicas da estatística e da matemática financeira.
Mesmo parecendo uma ciência recente, as origens da atuária remontam às primeiras preocupações em se criarem garantias aos indivíduos de uma sociedade e em se estudar quantidades de nascimento e morte das pessoas.

## História
No século XVII, na Inglaterra e na Holanda, as coroas empenhavam-se em vender aos seus súditos títulos públicos que asseguravam ao tomador a percepção de uma renda vitalícia. Assim, foi necessário determinar com a maior precisão a importância em dinheiro que deveria ser cobrada em contraprestação ao serviço, para que não houvesse prejuízo à coroa, trabalho destinado aos melhores matemáticos da época.
Desse desafio nasceu, na Inglaterra do final da primeira metade do século XIX a ciência atuarial moderna, destinavam-se as áreas de pensão e aposentadoria, basicamente com o objetivo de estudar a mortalidade da população. Isso só foi possível com o advento do cálculo da probabilidade de Pascal, no final da primeira metade do século XIX, na Inglaterra.
Assim, foi-se criando a base para o surgimento da "matemática atuarial". Graunt e Halley, na Inglaterra, e De Witt, na Holanda, a partir dos registros de nascimentos e óbitos, estudaram o problema levando em conta as leis da probabilidade e a expectativa de vida humana. Os avanços no cálculo de rendas apresentados por James Dodson, lhe valeram também o título de inventor da ciência atuarial.
O título de "primeiro atuário da História", entretanto, é atribuído a Domitius Ulpiames, prefeito de Roma durante o Império Romano, considerado um dos maiores economistas de sua época. Foi ele quem deu os primeiros passos para o desenvolvimento do seguro de vida, pois interessou-se pelo assunto e estudou documentos sobre nascimentos e mortes dos romanos. O termo foi "ressuscitado" para batizar a profissão que nascia com a atuação profissional de William Morgan, na Equitable Life.
A atuária se desenvolveu, principalmente à medida que outros matemáticos, economistas e filósofos se interessaram pelo assunto. Cada vez mais, houve a construção e especialização das tábua de vida, como também o desenvolvimento das comutações, ferramenta fundamentais para o cálculo atuarial em uma época com poucos recursos tecnológicos a disposição. Também aconteceu nesse período o 1º Congresso Internacional de Atuários em Bruxelas, no ano de 1895.
No século XX, a área de seguros expandiu a abrangência do estudo atuarial, e a inserção cada vez mais frequente das empresas de seguro e pensão no mercado financeiro, fez com que a ciência atuarial se especializasse cada vez mais em campos econômicos e financeiros. A partir de então as empresas seguradoras passaram a oferecer programas de seguro de vida e outras especializações.

## Educação
Os cursos de Ciências Atuariais visam à formação de especialistas em problemas securitários, de previdência social e privada, com atuação principalmente nas áreas de avaliação de riscos, cálculos de prêmios de seguros, pecúlios, planos de aposentadorias e pensões, bem como de planos de financiamento e capitalização. Uma outra área que tem sido utilizada cada vez mais o profissional de atuária é o ramo de operadoras de saúde suplementar.

### Brasil(graduação)
No Brasil, existem 20 cursos de graduação em ciências atuariais autorizados ou reconhecidos pelo Ministério da Educação, no entanto, 4 deles estão em processos de descontinuidade (fechamento do curso).
Espírito Santo
Universidade federal do Espírito Santo
Ceará
- Universidade Federal do Ceará

Minas Gerais
- Pontifícia Universidade Católica de Minas Gerais (em descontinuidade)
- Universidade Federal de Minas Gerais
- Universidade Federal de Alfenas

Paraíba
- Universidade Federal da Paraíba

Paraná
- Faculdade de Estudos Sociais do Paraná (em descontinuidade)

Pernambuco
- Universidade Federal de Pernambuco

Rio de Janeiro
- Universidade do Estado do Rio de Janeiro
- Universidade Federal do Rio de Janeiro
- Universidade Federal Fluminense
- Universidade Estácio de Sá (em descontinuidade)
- Faculdade de Economia e Finanças do Rio de Janeiro (em descontinuidade)

Rio Grande do Sul
- Universidade Federal do Rio Grande do Sul

Rio Grande do Norte
- Universidade Federal do Rio Grande do Norte

São Paulo
- Universidade de São Paulo
- Pontifícia Universidade Católica
- Centro Universitário das Faculdades Metropolitanas Unidas
- Universidade Federal de São Paulo
- Universidade Paulista

Sergipe
- Universidade Federal de Sergipe

### Brasil(pós-graduação)
Não há cursos de pós-graduação stricto sensu (mestrado/doutorado) em ciências atuariais no Brasil. Houve por um tempo um mestrado em ciências atuariais no IAG da PUC-RIO, mas que foi extinto em 2010. Todavia, há cursos lato sensu em atuária no Brasil que, geralmente, são ofertados para profissionais que já estão em atividades no mercado e trabalho e desejam melhorar suas habilidades na área.

## Campo de Trabalho no Brasil
O campo de trabalho em atuária no Brasil tornou-se mais vasto a partir dos anos 90. Com um mercado financeiro e de seguros menos desenvolvido de então, não havia muito espaço para estes profissionais. Outro motivo que restringia a demanda para atuários foi também prejudicado pelo modelo de regulação adotado até o fim da Regime Militar, que, via Susep, implementava uma política restritiva às inovações no setor.
A partir de uma liberação do mercado e do incremento na formação, empresas, especialmente do setor financeiro, vêm se valendo dos conhecimentos do atuário para diversas atividades de grande complexidade e que fogem ao campo tradicional de trabalho em previdência, seguros, resseguros, capitalização e operadoras de saúde suplementar.
Os bacharéis formados em ciências atuariais podem atuar no mercado de trabalho, desde que tenham concluído um curso que seja reconhecido pelo MEC. No entanto, os empregadores destes profissionais, geralmente, requerem que os candidatos aos cargos de atuário tenham sido aprovados no exame de suficiência do IBA. Para isso, os candidatos devem acertar 50% das questões do exame e pagar uma taxa de anuidade e, assim, podem requerer seu registro junto ao IBA e passam a ter seu número MIBA (Membro do Instituto Brasileiro de Atuária).